# Усть-Шоноша (посёлок)
Усть-Шо́ноша — посёлок сельского типа в Вельском районе Архангельской области России. Административный центр Усть-Шоношского сельского поселения.
С 1962 по 2002 год посёлок Усть-Шоноша имел статус посёлка городского типа.

## География
Усть-Шоноша расположена на правом берегу Вель.
В посёлке находится станция Северной железной дороги, лесоперевалочная база. Есть школа и детский сад.

## Население

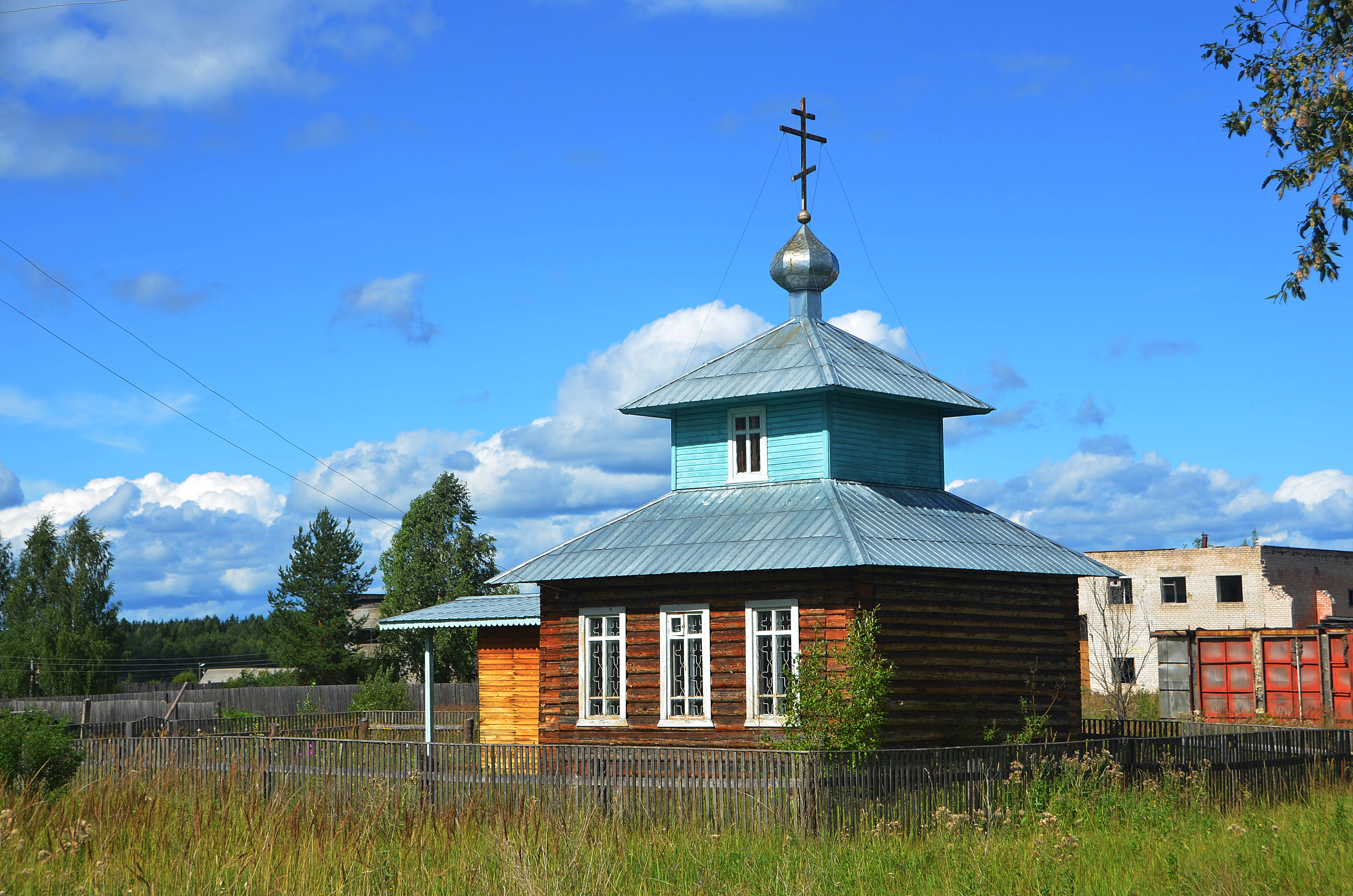
Часовня

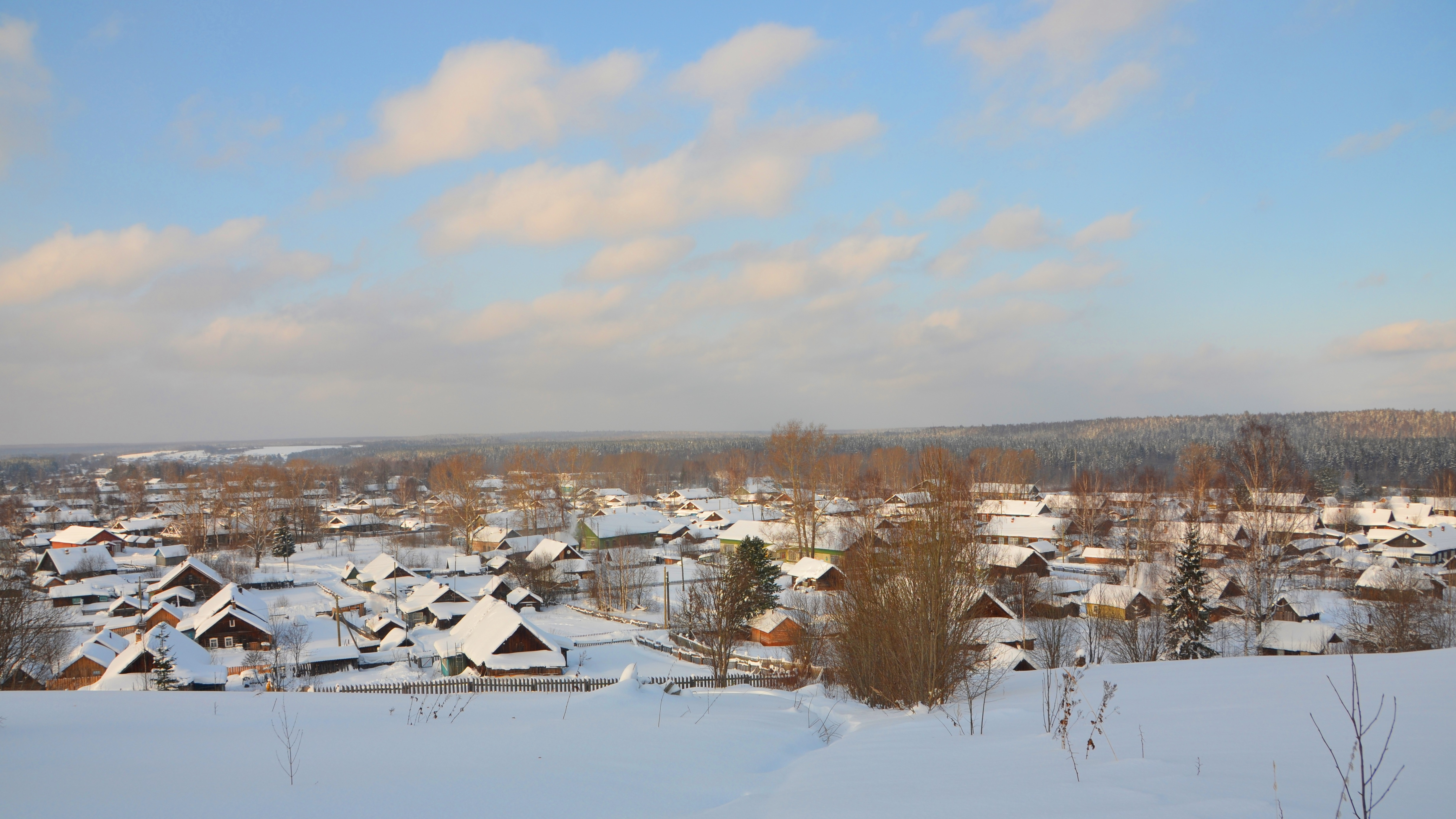
Вид посёлка Усть-Шоноша с горы

| \| 1970[2] \| 1979[3] \| 1989[4] \| 2002[5] \| 2010[6] \| 2012[7] \| 2014[1] \| \| ------- \| ------- \| ------- \| ------- \| ------- \| ------- \| ------- \| \| 3377 \| ↘3155 \| ↘2690 \| ↘1857 \| ↘1309 \| ↗1318 \| ↘1125 \| 1000 2000 3000 4000 1979 2014 |       |       |       |       |       |       |
| 1970 | 1979  | 1989  | 2002  | 2010  | 2012  | 2014  |
| 3377 | ↘3155 | ↘2690 | ↘1857 | ↘1309 | ↗1318 | ↘1125 |

## Транспорт
Железнодорожная станция Усть-Шоноша, относящаяся к Сольвычегодскому региону Северной железной дороги. Как правило, все пассажирские поезда (кроме поезда Котлас — Москва) следуют через Усть-Шоношу в сторону Вельска, тогда как в сторону Коноши они следуют по другой трассе.